# Сан-Андрес-і-Саусес
Сан-Андрес-і-Саусес (ісп. San Andrés y Sauces) — муніципалітет в Іспанії, у складі автономної спільноти Канарські острови, у провінції Санта-Крус-де-Тенерифе, на острові Ла-Пальма. Населення — 4874 особи (2010).
Муніципалітет розташований на відстані близько 1820 км на південний захід від Мадрида, 150 км на захід від Санта-Крус-де-Тенерифе.
На території муніципалітету розташовані такі населені пункти: (дані про населення за 2010 рік)
- Бермудес: 78 осіб
- Ель-Кардаль: 131 особа
- Фуенте-Нуева: 20 осіб
- Гарачико: 272 особи
- Оя-Гранде: 270 осіб
- Льяно-ла-Пальма: 58 осіб
- Льяно-ель-Піно: 140 осіб
- Оротава: 69 осіб
- Кінта-Сока: 310 осіб
- Рамірес: 86 осіб
- Ель-Роке: 43 особи
- Сан-Андрес: 283 особи
- Сан-Хуан: 45 осіб
- Сан-Педро: 35 осіб
- Лос-Саусес: 2464 особи
- Ель-Танке: 140 осіб
- Верада-Бахамар: 178 осіб
- Верада-де-лас-Ломадас: 252 особи

## Демографія
Динаміка населення (INE ):

## Галерея зображень

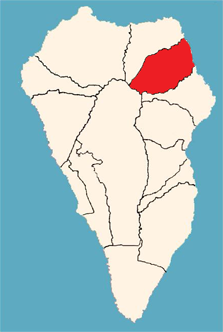
Розташування муніципалітету на острові Ла-Пальма
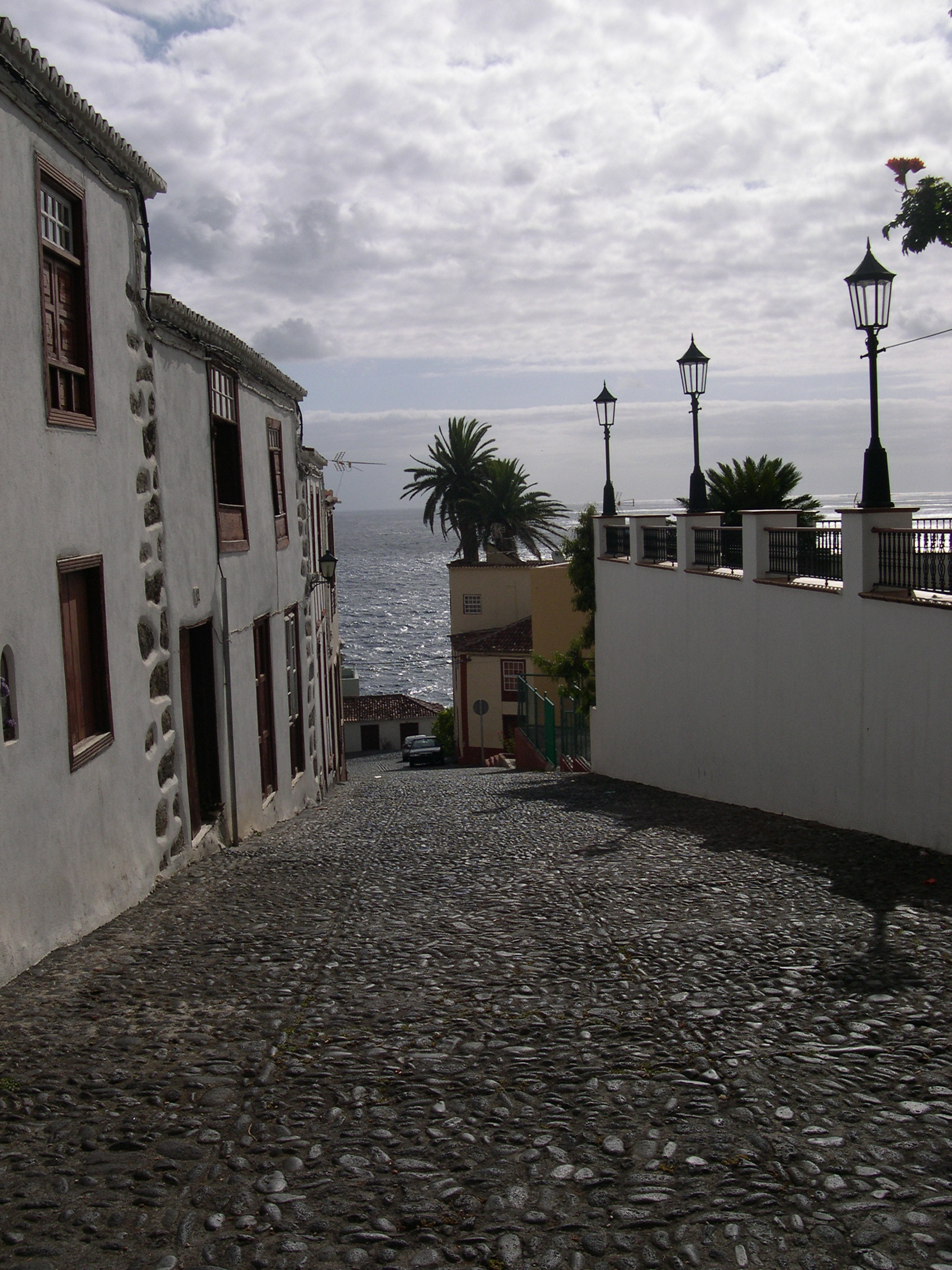
Сан-Андрес